# Ach Herr, mich armen Sünder, BWV 135
Ach Herr, mich armen Sünder, BWV 135 (Ai Senyor, soc un pobre pecador), és una cantata religiosa de Johann Sebastian Bach per al tercer diumenge després de la Trinitat, estrenada a Leipzig, el 25 de juny de 1724.

## Origen i context
L'autor, desconegut, empra l'himne basat en el sisè salm, Senyor, no em reprenguis tan durament de Cyriakus Schneegas (1597), del qual es conserven literalment la primera i l'última estrofa, mentre que les intermèdies s'aprofiten d'una manera més lliure. És la quarta cantata del primer cicle de Cantates corals, iniciat l'11 de juny d'aquest any, diumenge de Trinitat. El text té una relació llunyana amb l'evangeli del dia Lluc (15, 10), que narra l'alegria que senten els àngels per la conversió d'un sol pecador. Per a aquest diumenge es conserva una altra cantata, la BWB 21.

## Anàlisi
Obra escrita per a contralt, tenor, baix i cor; cornetto, trombó, dos oboès, corda i baix continu. Consta de sis números.
1. Cor: Ach Herr, mich armen Sünder (Ai Senyor, soc un pobre pecador)
2. Recitatiu (tenor): Ach heile mich, du Arzt der Seelen (Ai las, dona’m remei, metge de l'ànima)
3. Ària (tenor): Tröste mir, Jesu, mein Gemüte (Jesús, dona consol al meu esperit)
4. Recitatiu (contralt): Ich bin von Seufzen müde (Estic abatut de tant plorar)
5. Ària (baix): Weicht, all ihr Übeltäter (Tots enrere, gent dolenta)
6. Coral: Ehr sei ins Himmels Throne (Alabat sia el tron celestial)

El primer número és un motet amb la participació de l'orquestra que toca la melodia coral de Hans Leo Hassler, Herzlich tut mich verlangen (1601), presentada pels baixos – solució molt rara en Bach que només l'empra un altre cop en la cantata BWV 3 – doblats pel trombó i el continu que tan sols intervé quan ho fa el cor. El número 2, és un recitatiu secco de tenor, que fuig de la simple declamació, amb una vocalització particular sobre Schrecken (tremola). L'ària següent, número 3, de tenor acompanyat pels dos oboès i continu és rellevant en combinar el caràcter de dansa de l'oboè i la veu que exagera un to de queixa sobre la paraula tod (mort). El recitatiu de baix, número 4, comença de manera dramàtica sobre les paraules inicials Ich bin von Seufzen müde (Estic abatut de tant plorar), dona pas a l'ària de baix següent, acompanyat de la corda i el continu, caracteritzada per la seva vehemència sobre les paraules Weicht (Tots enrere) i Die Freudensonne wieder scheinen (Ha fet sortir resplendent el sol del goig). El coral final a cappella entona de nou la melodia de Hassler, a càrrec del soprano, duplicat, en la seva única intervenció, pel cornetto, l'oboè i el violí. Té una durada aproximada d'un quart d'hora.

## Discografia seleccionada
- J.S. Bach: Das Kantatenwerk. Sacred Cantatas Vol. 7. Gustav Leonhardt, Knabenchor Hannover (Heinz Hennig, director), Collegium Vocale Gent (Philippe Herreweghe, director), Leonhardt-Consort, René Jacobs, Marius van Altena, Max van Egmond. (Teldec), 1994.
- J.S. Bach: The complete live recordings from the Bach Cantata Pilgrimage. CD 29: Fraumünster, Zúric; 8 i 9 de juliol de 2000. John Eliot Gardiner, Monteverdi Choir, English Baroque Soloists, Robin Tyson, Vernon Kirk, Jonathan Brown. (Soli Deo Gloria), 2013.
- J.S. Bach: Complete Cantatas Vol. 12. Ton Koopman, Amsterdam Baroque Orchestra & Choir, Annette Markert, Christoph Prégardien, Klaue Mertens. (Challenge Classics), 2004.
- J.S. Bach: Cantatas Vol. 29. Masaaki Suzuki, Bach Collegium Japan, Pascal Bertin, Gerd Türk, Peter Kooij. (BIS), 2006.
- J.S. Bach: Church Cantatas Vol. 42. Helmuth Rilling, Gächinger Kantorei, Bach-Collegium Stuttgart, Helen Watts, Adalbert Kaus, Philippe Huttenlocher. (Hänssler), 1999.
- J.S. Bach: Cantatas for the Liturgical Year, vol. 2. Sigiswald Kuijken, La Petite Bande, Petra Noskaiova, Christoph Genz, Jan van der Crabben. (Accent Records), 2006.